# Kay Smits
Kay Smits, född 31 mars 1997, är en nederländsk handbollsspelare (högernia), som spelar för SG Flensburg-Handewitt och Nederländernas landslag.

## Meriter
- EHF Champions League: 
  -  2023
- IHF Super Globe:
  -  2021 och 2022
- Tysk mästare: 
  -  2022
- EHF European League:
  -  2022
- Tyska cupen: 
  -  2022 och 2023
- Nederländska ligan:
  -  2015 och 2016
- Nederländska cupen:
  -  2015 och 2016
- BENE-League:
  -  2015